# 옐리나 즈베레바
옐리나 알렉산드로브나 즈베레바(벨라루스어: Эліна Аляксандраўна Зверава 엘리나 알략산드라우나 즈베라바, 러시아어: Элли́на Алекса́ндровна Зве́рева, 1960년 11월 16일 ~ )는 벨라루스의 육상 선수로 2000년 하계 올림픽에서 금메달을 획득했다. 1995년에 세계 선수권 대회에서 우승했으며, 2001년 세계 육상 선수권 대회에서 나탈리야 사도바가 실격한 후 금메달을 승계받았다.
개인 최고 기록은 71.58m이다.

## 도핑
1992년에 단백동화 스테로이드 양성 반응을 보였다.